# Liste der Bodendenkmale in Kirchwalsede
In der Liste der Bodendenkmale in Kirchwalsede sind alle Bodendenkmale der niedersächsischen Gemeinde Kirchwalsede aufgelistet. Die Quelle ist der Denkmalatlas Niedersachsen. 
Der Stand der Liste ist der 23. November 2024.
Allgemein

Kirchwalsede im Landkreis Rotenburg (Wümme)

In den Spalten finden sich folgende Informationen des Bodendenkmales:
Lagegeographische Koordinaten
BezeichnungBezeichnung lt. Denkmalatlas
BeschreibungBeschreibung lt. Denkmalatlas
IDObjekt-ID
BildBild, ggf. zusätzlich mit Link zu weiteren Fotos im Medienarchiv Wikimedia Commons.

## Kirchwalsede
| Lage                       | Bezeichnung    | Beschreibung | ID       | Bild |
| -------------------------- | -------------- | --- | -------- | ---- |
| 53° 0′ 33″ N, 9° 24′ 35″ O | Kirchwalsede 1 | Durchmesser ca. 8 m und Höhe ca. 1 m. Um den Hügel verläuft ringförmig eine schräg an den Hügel gelehnte Mauer mit fünf Schichten aus Feldsteinen. Sie kam bei einer Ausgrabung des Hügels im Jahr 1963 zutage. Eine Grabanlage war nicht mehr festzustellen. Im Randbereich an der Steinmauer fand sich ein Henkelgefäß vermutlich der frühen vorrömischen Eisenzeit. Der Hügel und die Steineinfassung wurden 1983 durch die Kommunalarchäologie rekonstruiert. | 28979635 | BW   |

### Kirchwalsede 24
- ID:28977485
- Grabhügelfeld mit ursprünglich 13 großen Grabhügeln, von denen elf in der Gemarkung Westerwalsede gelegen sind und zwei in der Gemarkung Kirchwalsede. Hier ist als einziger der Grabhügel FStNr. 25 erhalten. Die anderen Grabhügel waren bereits 1961 obertägig weitgehend zerstört, teilweise waren noch Bodenwellen und Steinansammlungen erkennbar. Ein Hügel wurde 1955 durch das Landesmuseum untersucht. Dabei wurden zwei zentrale Steinpackungen und ein – möglicherweise auch zwei – Einfassungsringe freigelegt. In einem Grabhügel, der schon 1929/30 abgetragen wurde, soll eine Steinkammer aus großen Felssteinen beobachtet worden sein sowie ein Steinkranz. Innerhalb des Steinkranzes sollen sich Urnenbestattungen im Steinschutz befunden haben. Erde und Steine wurden beim Ausbau der Straße Westerwalsede – Unterstedt verwendet.

| Lage                       | Bezeichnung     | Beschreibung | ID       | Bild |
| -------------------------- | --------------- | --- | -------- | ---- |
| 53° 2′ 10″ N, 9° 22′ 40″ O | Kirchwalsede 25 | Durchmesser ca. 12 m und Höhe ca. 0,6 m. Flach, Süd-Hälfte zerstört und abgetragen. Auf der Oberfläche verstreut zahlreiche größere Steine und zerschlagene Steinstücke, bei denen es sich größtenteils um Lesesteine der umliegenden Äcker handeln dürfte. | 28979755 | BW   |

### Kirchwalsede 31
- ID:28974098
- Ehemals neun Grabhügel, von denen noch vier mit 7,5 – 15 m Durchmesser und 0,3 – 1 m Höhe im Wald erhalten sind. Ein weiterer war Ende der 1970er Jahre bei Rodungsarbeiten zerstört worden. Ebenfalls obertägig nicht mehr erhalten sind die übrigen vier Grabhügel in einer Ackerfläche.

| Lage                       | Bezeichnung     | Beschreibung | ID       | Bild |
| -------------------------- | --------------- | --- | -------- | ---- |
| 53° 1′ 0″ N, 9° 21′ 49″ O  | Kirchwalsede 45 | Durchmesser ca. 13 m und Höhe ca. 0,5 m. Unebenmäßig gewölbt, Rand abgesetzt. Störungen durch Pflanzlöcher und Tiergänge.                             | 28973959 | BW   |
| 53° 0′ 59″ N, 9° 21′ 46″ O | Kirchwalsede 46 | Durchmesser ca. 15 m und Höhe ca. 1 m. Unebenmäßig. gewölbt, Rand abgesetzt. Störungen durch Pflanzfurchen in Nordost-Südwest-Richtung und Tiergänge. | 28973960 | BW   |
| 53° 1′ 1″ N, 9° 21′ 33″ O  | Kirchwalsede 48 | Oval, etwa Nordwest-Südost orientiert, Dm. 11 × 8 m; H. ca. 0,2 m. Flach; Ränder fließend auslaufend. Störungen durch Pflanzlöcher und Tiergänge.     | 28974096 | BW   |
| 53° 1′ 0″ N, 9° 21′ 33″ O  | Kirchwalsede 49 | Durchmesser ca. 7,5 m und Höhe ca. 0,3 m. Klein. Flach, schwer erkennbar; Oberfläche zerwühlt.                                                        | 28974097 | BW   |

## Riekenbostel
| Lage                      | Bezeichnung                | Beschreibung | ID       | Bild |
| ------------------------- | -------------------------- | --- | -------- | ---- |
| 53° 1′ 47″ N, 9° 29′ 4″ O | Riekenbostel 27, Grabhügel | Durchmesser ca. 14 m und Höhe ca. 0,6 m. Rundlich, gewölbt, Rand abgesetzt. Durch Kaninchen zerwühlte, unebene Oberfläche. | 28979283 | BW   |

### Riekenbostel 1 (Buchworth)
- ID:28979389
- Gruppe von den ehemals zwölf Grabhügeln, von denen obertägig acht noch erhalten sind. Ihr Durchmesser liegt bei 13,5 – 19,7 Meter, die Höhe bei 0,4 – 1 Meter

| Lage                      | Bezeichnung     | Beschreibung | ID       | Bild |
| ------------------------- | --------------- | --- | -------- | ---- |
| 53° 1′ 15″ N, 9° 27′ 1″ O | Riekenbostel 1  | Durchmesser ca. 14 m und Höhe ca. 0,6 m. Rund, gewölbt mit auslaufendem Rand. Oberfläche uneben. Ränder abgefahren. | 28979390 | BW   |
| 53° 1′ 21″ N, 9° 27′ 6″ O | Riekenbostel 4  | Durchmesser ca. 19,7 m und Höhe ca. 1 m. Rund. Gewölbt, Rand abgesetzt. An der Süd-Seite Störung von 2 × 2 m; Tierbaue. | 28979276 | BW   |
| 53° 1′ 24″ N, 9° 27′ 5″ O | Riekenbostel 5  | Durchmesser ca. 13,5 m und Höhe ca. 0,9 m. Ehemals rund. Gewölbt. Rand auslaufend, an Ost- und West-Seite abgefahren. An West-Seite Steine des Steinkranzes freiliegend, an Süd-Seite mehrere große und größere Felssteine. Eingrabungen. | 28979277 | BW   |
| 53° 1′ 26″ N, 9° 27′ 3″ O | Riekenbostel 7  | Durchmesser ca. 14,1 m und Höhe ca. 0,4 m. Rund. Flach gewölbt, Rand auslaufend. | 28979269 | BW   |
| 53° 1′ 27″ N, 9° 27′ 4″ O | Riekenbostel 8  | Durchmesser ca. 14,5 m und Höhe ca. 0,9 m. Ebenmäßig gewölbt; Rand abgesetzt. Flache Kuppenmulde, einige Kaninchenlöcher. | 28979271 | BW   |
| 53° 1′ 26″ N, 9° 27′ 7″ O | Riekenbostel 9  | Durchmesser ca. 17,5 m und Höhe ca. 0,7 m. Rund. Flach gewölbt. Rand auslaufend, an der Ost-Seite abgesetzt, an der Südwest-Seite gestört. Auf der Süd-Seite Steinanhäufung, vermutlich Lesesteine vom angrenzenden Acker.                | 28979273 | BW   |
| 53° 1′ 28″ N, 9° 27′ 4″ O | Riekenbostel 10 | Durchmesser ca. 14 m und Höhe ca. 1 m. Hügelrest, Ost-Hälfte und Zentrum durch eine Miete zerstört. Ehemals rund, Rand abgesetzt. Oberfläche uneben. In der Abbruchkante Tierlöcher und einige kopfgroße Steine.                          | 28979274 | BW   |
| 53° 1′ 22″ N, 9° 27′ 5″ O | Riekenbostel 13 | Durchmesser ca. 16 m und Höhe ca. 0,4 m. Ehemals rund, westliches Drittel im Ackerland abgetragen. Rand abgesetzt, teilweise verwaschen. Einkuhlungen.                                                                                    | 28979393 | BW   |

### Riekenbostel 14
- ID:28979394
- Gruppe von elf Grabhügeln mit Dm. 12 – 22 m und H. 0,5 – 1,1 m.

| Lage                      | Bezeichnung     | Beschreibung | ID       | Bild |
| ------------------------- | --------------- | --- | -------- | ---- |
| 53° 2′ 1″ N, 9° 26′ 15″ O | Riekenbostel 14 | Durchmesser ca. 13,3 m und Höhe ca. 0,8 m. Rund, gewölbt, Kuppe uneben. Rand.teilweise abgesetzt, durch Anpflanzung angeschnitten.                                                               | 28979285 | BW   |
| 53° 2′ 2″ N, 9° 26′ 15″ O | Riekenbostel 15 | Durchmesser ca. 16 m und Höhe ca. 1,1 m. Rund, gewölbt, Rand auslaufend. Oberfläche uneben. Am Nordost-Rand zusammengeschobener Rodungswall.                                                     | 28979286 | BW   |
| 53° 2′ 3″ N, 9° 26′ 13″ O | Riekenbostel 16 | Durchmesser ca. 22 m und Höhe ca. 1,1 m. Rund, gewölbt, Rand auslaufend. Oberfläche uneben. Über den West-Teil von Nord nach Süd die Gemarkungsgrenze als flacher Wall und Graben sowie ein Weg. | 28979287 | BW   |
| 53° 2′ 4″ N, 9° 26′ 16″ O | Riekenbostel 17 | Durchmesser ca. 12,3 m und Höhe ca. 0,5 m. Rund, flach gewölbt, Rand auslaufend. An Süd-Seite zu etwa 1/3 durch Rodungswall bedeckt.                                                             | 28979288 | BW   |
| 53° 2′ 2″ N, 9° 26′ 18″ O | Riekenbostel 18 | Durchmesser ca. 19,2 m und Höhe ca. 0,5 m. Rund, Flach gewölbt, Rand auslaufend. | 28979289 | BW   |
| 53° 2′ 3″ N, 9° 26′ 19″ O | Riekenbostel 19 | Durchmesser ca. 15,8 m und Höhe ca. 0,6 m. Rund, Flach gewölbt, Rand auslaufend. Über die Mitte von Ost nach West ein zusammengeschobener Rodungswall.                                           | 28979290 | BW   |
| 53° 2′ 4″ N, 9° 26′ 20″ O | Riekenbostel 20 | Durchmesser ca. 14 m und Höhe ca. 0,8 m. Rund, gewölbt, Ost-Teil zum Rand deutlich abgeflacht, Rand auslaufend. Am Süd-Rand zusammengeschobener Rodungswall.                                     | 28979294 | BW   |
| 53° 2′ 4″ N, 9° 26′ 18″ O | Riekenbostel 21 | Durchmesser ca. 14 m und Höhe ca. 0,8 m. Rund, gewölbt, Rand abgesetzt. Am Süd-Rand zusammengeschobener Rodungswall.                                                                             | 28979295 | BW   |
| 53° 2′ 5″ N, 9° 26′ 16″ O | Riekenbostel 22 | Durchmesser ca. 16 m und Höhe ca. 1 m. Rund, gewölbt; Rand auslaufend. Am Süd-Rand zusammengeschobener Rodungswall.                                                                              | 28979296 | BW   |
| 53° 2′ 5″ N, 9° 26′ 15″ O | Riekenbostel 23 | Durchmesser ca. 12 m und Höhe ca. 0,8 m. Rund, gewölbt mit vielen Unebenheiten, Rand auslaufend. In Nord-Süd-Richtung längliche Störung mit Br. 1 m und T. 0,8 m.                                | 28979279 | BW   |
| 53° 2′ 6″ N, 9° 26′ 16″ O | Riekenbostel 24 | Durchmesser ca. 14 m und Höhe ca. 1,2 m. Rund, gewölbt mit abgeflachter Kuppe. Rand auslaufend. Auf der Kuppe mehrere muldenartige Vertiefungen.                                                 | 28979281 | BW   |